# Чемпионат России по международным шашкам среди женщин 2003
Чемпионат России по международным шашкам среди женщин 2003 года прошёл с 8 по 20 июля в г.Уфа в помещении профессионального шашечного клуба «Башнефть». Соревнования проводились одновременно с турниром мужчин
Главный судья соревнований А. Н. Новиков (Тверь), главный секретарь Д. Х. Сакаев (Ишимбай). Разыграны медали в трех программах: классической, быстрой и молниеносной.
По итогам соревнований определялось одно место на отборочный турнир к чемпионату мира среди женщин

## Участницы
12 участниц: — Тансыккужина Т. (Уфа), Георгиева Г. (Ишимбай), Мильшина Е. (Ишимбай), Боркова М. (Тверь), Бурнашева А. (Якутск), Антуфьева Е. (Казань) [все с ЧР-2002], Абдуллина О. (Ишимбай), Сирбаева Л. (Ишимбай), Бережнова Г. (Москва) [все с ЛКЧР-2003], Ягафарова Р. (Ижевск) [с ЧР(мол)-2002], Платонова И. (Якутск), Тетерина Т. (Москва) [обе по решению Исполкома Федерации международных шашек], спонсорское место, кандидаты на участие — по решению Исполкома ФМШ.
Быстрая и молниеносная программы.
К участию в соревнованиях допускаются участники основной программы + по два представителя от регионов РФ.

## Система проведения
Основная программа. Круговая система. Контроль времени: 2 часа на 50 ходов и далее 1 час до конца партии с накоплением времени. Цейтнотной зоной считаются 5 минут до контроля.
При дележе 1-го места двумя и более участниками сразу по окончании турнира между ними проводится дополнительное соревнование (матч до первой победы или однокруговой турнир, контроль времени 20 минут на партию). При дележе мест, начиная со второго, применяются следующие критерии: количество побед, личная встреча, наилучший результат, показанный во встречах с соперниками по порядку занятых мест, дополнительное соревнование сразу по окончании соревнований (матч до первой победы или однокруговой турнир, контроль времени 20 минут на партию).
Быстрая программа. Круговая система. Контроль времени по системе Фишера: 5 минут на партию + 5 секунд за каждый ход. Соревнования являются отборочными к чемпионатам мира по блицу в случае проведения таковых до следующего чемпионата РФ.
Молниеносная программа. Круговая система. Контроль времени: 5 минут на партию.
При дележе 1-го места двумя и более участниками сразу по окончании турнира проводится дополнительное соревнование (матч до первой победы или однокруговой турнир). При дележе мест, начиная со второго, используются такие же критерии, как и в основной программе.

## Призовой фонд
Победители и призеры награждены дипломами и медалями ФМШ.
Призовой фонд в размере 250.000 рублей, распределяется следующим образом:
в основной программе: 1 место — 30.000 рублей, 2 м — 25.000, 3 м — 20.000, 4 м — 15.000, 5 м — 10.000, 6 м — 5.000
в быстрой и молниеносной программе: 1 место — 5.000 рублей, 2 место — 3.000, 3 место — 2.000

## Результаты

### Основная программа
Сроки — с 9 по 19 июля.
 Золото — Платонова Ирина,
 Серебро — Тансыккужина Тамара,
 Бронза — Бурнашева Александра.

### Быстрая программа
Сроки — 20 июля, с 10 утра.
 Золото — Платонова Ирина,
 Серебро — Мильшина Елена,
 Бронза — Боркова Марина.

### Молниеносная программа
Сроки — 20 июля, с 16-00
 Золото — Тансыккужина Тамара,
 Серебро — Мильшина Елена,
 Бронза — Платонова Ирина.